# Luc Fierens
Luc Fierens (Malines, 1961) è un artista belga, collagista, attivo a partire dagli anni Ottanta nelle pratiche della Mail Art, Fluxus e della Poesia Visiva.

## Biografia
Luc Fierens nasce nella fattoria di famiglia di Hombeek (piccolo paese della campagna fiamminga). Frequenta le scuole a Mechelen e durante il liceo visita per la prima volta una mostra sul Surrealismo in arte e in letteratura presso il Centre for Fine Arts di Bruxelles: lo colpiscono particolarmente la tecnica della scrittura automatica e il gioco Cadavres Exquis/ Cadaveri eccellenti.
Dopo le scuole superiori Fierens frequenta più spesso la città di Bruxelles, ambiente stimolante per il giovane poeta.
Nel 1982 fonda la rivista Parallel. International Creative Magazine con Tania Verhasselt e Eric Haesen (Straggianopff 99). Il periodico si mostra fin da subito aperto alle più diverse forme di sperimentazione poetica e artistica ed esce in quindici numeri, senza regolarità, fino al 1988.
Nell'84 il poeta scopre la Mail Art e da lì comincia a praticare la corrispondenza d'artista fino ad oggi: «La Mail Art ha cambiato il mio modo di vivere, il mio modo di relazionarmi e di considerare l'arte e la vita». Grazie ai primi lavori spediti via posta Luc Fierens conosce l'artista americano Mark Bloch e il poeta uruguaiano Clemente Padin che lo aiutano a cercare dei mail art project interessanti e internazionali. I suoi primi progetti postali sono: Venice/ Ballet (avviato nel 1984 e donato interamente nel 1991 al Museo di Ejsk, Russia), Hommage to Fluxus (avviato nel 1987) e Hommage à (avviato nel 1988).
Nel 1988 dà vita alla serie dei libretti d'artista Postfluxpostbooklet usciti in cento numeri e attraverso i quali, Fierens, riesce a collaborare con moltissimi artisti di tutto il mondo, dagli Stati Uniti al Giappone.
Nel 1991 conosce personalmente l'artista Shozo Shimamoto, molto stimato e seguito da Fierens, in occasione della mostra su Gutai organizzata a Darmstadt.
Nei primi anni Novanta si dirige America per conoscere Emily Harvey (gallerista Fluxus), Barbara Moore e la Printed Matter Bookstore, ad oggi organizzazione leader a livello mondiale dedicata alla divulgazione dell'utilizzo e della storia del libro d'artista.
E nel 2003 parteciperà con la moglie Annina Van Sebroeck alla Extra Sezione della 50ª Biennnale d'Arte di Venezia per la Brain Academy Apartment 12.
L'avvicinamento all'esperienza tutta italiana della Poesia Visiva avviene a partire dagli anni Novanta quando comincia a frequentare Sarenco e la città di Brescia, il quale lo inserisce in due mostre collettive presso lo Studio Brescia Arte Contemporanea - Tre poeti d'Europa. Calleja/ Clavin/ Fierens (2004) e Alfabeti (2007).
Da quel momento collabora anche con altre realtà e collezionisti, come la Fondazione Berardelli. Con la Fondazione partecipa, nel 2009, alla mostra collettiva Omaggio a Lotta Poetica. 74 artisti e una rivista e ha anche realizzato un workshop sul collage presso la LABA (Libera Accademia di Belle Arti) di Brescia.
Luc Fierens lavora attualmente come impiegato amministrativo part-time presso un'azienda di Bruxelles e parallelamente opera come artista.